# Гибаница
Гибани́ца (серб. гибаница / gibanica) — традиционная сербская выпечка, популярная во всём балканском регионе. В качестве начинки обычно используются яйца и белый сыр. В зависимости от рецепта блюдо может получаться сладким или солёным и варьироваться по своей структуре от простого к сложному, в том числе многослойному пирогу.
Название блюда происходит от сербского глагола «гибати», означающего «связывать»; впервые оно было упомянуто в «Сербском словаре» («Српски рјечник») Вука Караджича в 1818 году. Гибаница традиционно подаётся на завтрак вместе с кефиром или йогуртом. За пределами Балкан гибаницу можно встретить в ресторанах всего мира, где подаются блюда сербской кухни; она считается одним из самых популярных и узнаваемых балканских кондитерских изделий и подаётся как на торжественных мероприятиях, так и на скромных семейных трапезах.

## Этимология
В словаре Югославской академии, а также в этимологическом словаре славянских языков слово «гибаница» определяется как производное от сербского глагола «гибати», означающего «сгибать», «раскачивать», «шевелить». В сербскохорватском языке есть также производное слово «гибаничар», обозначающее того, кто готовит гибаницу или любит есть её, а также иногда того, кто навязывается другим людям и любит поесть за чужой счёт.

## История
Слово «гибаница» впервые упоминается в балканских источниках XVII века в качестве имени, фамилии или прозвища. Сербское слово «гибаница» было включено в «Сербский словарь», изданный в 1818 году сербским лингвистом Вуком Стефановичем Караджичем. Караджич много путешествовал по Балканам и записывал различные любопытные факты, связанные с сербскими традициями и обычаями. В словаре он определял гибаницу как «пирог с мягким сыром между слоями теста, приготовленного с помощью каймака, молока и яиц».
Во время Второй мировой войны партизаны-четники, скрываясь от немецко-нацистских войск в лесах Югославии, питались так называемой «четницкой гибаницей», приготовлявшейся из ингредиентов, получаемых от крестьян. Во время встречи командующего партизанами-коммунистами Иосифа Броз Тито и лидера четников Драже Михаиловича в Равна-Горе в 1941 году специально для них подавались гибаница и картофель в саче (разновидность сковороды).
В 2007 году гибаница официально стала экспортным брендом Сербии. На ярмарке брендов в Белграде пищевая компания «Александрия» представила замороженную гибаницу, предназначенную для поставок на международный рынок.

## Приготовление
Изначальный рецепт гибаницы предполагает её приготовление из традиционного домашнего слоёного теста филло и домашнего сыра из коровьего молока. Может использоваться как сыр фета, так и сирене. Приготовляемый пирог часто делается в форме так называемой «гужвары» («сморщенного пирога»), дабы тесто имело в середине складки для заполнения их начинкой. Помимо сыра, для приготовления используются яйца, молоко, каймак, сало, соль и вода. Начинка также может включать шпинат, мясо, крапиву, картофель и лук. Для ускорения приготовления иногда используют покупное магазинное тесто, а вместо свиного сала — подсолнечное либо оливковое масло.
Гибаница выпекается круглой формы и с хрустящей золотисто-коричневой коркой. Внутри она имеет несколько слоёв с небольшими кусочками сыра между каждой их парой. Обычно гибаница подаётся как горячий завтрак вместе с йогуртом.

### Региональные варианты

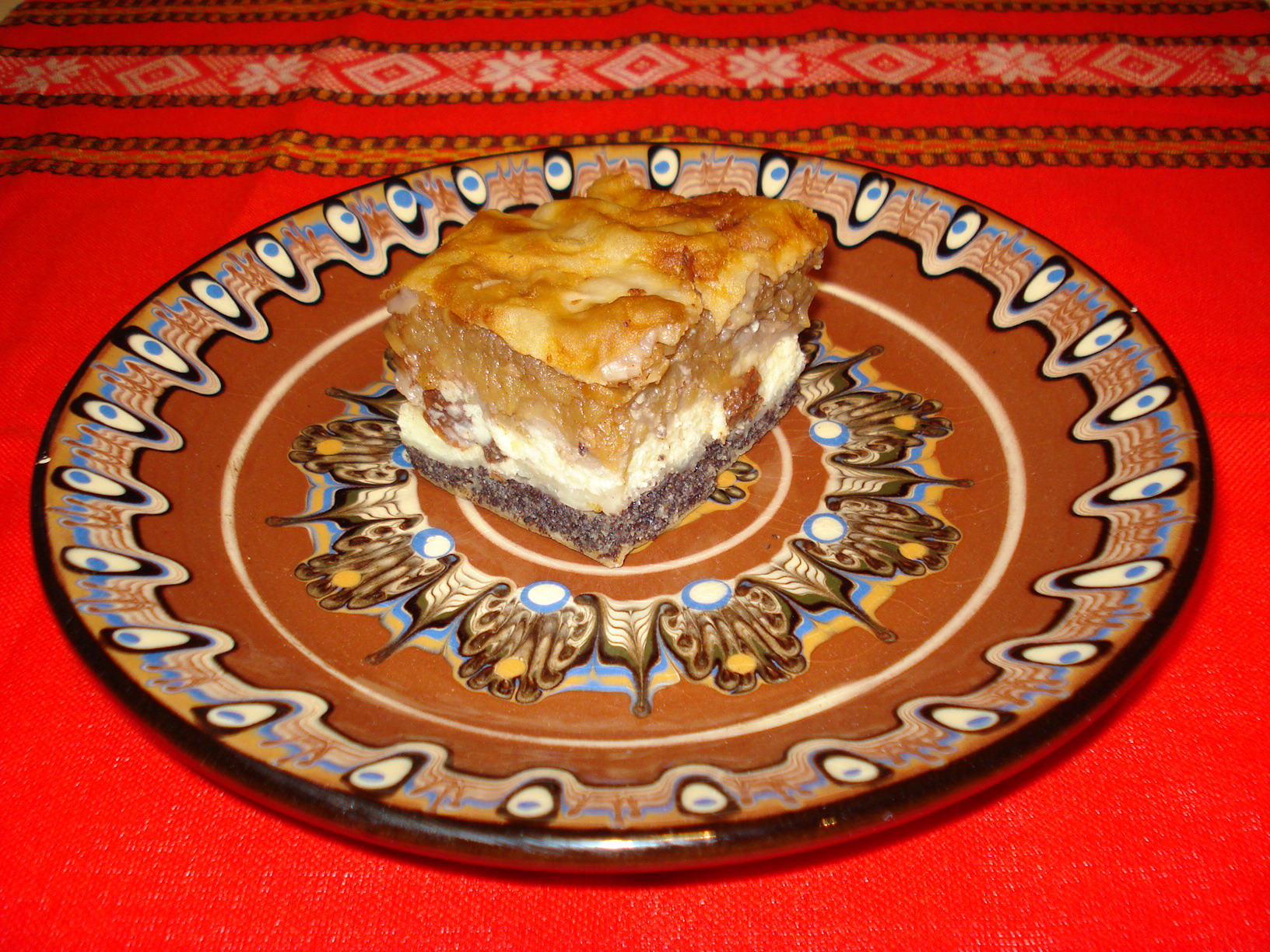
Меджимурская гибаница — хорватский вариант блюда

На Балканах распространены многочисленные разновидности гибаницы и подобных ей блюд: гибаница является блюдом национальных кухонь Боснии и Герцеговины, Хорватии, Республики Македонии, Сербии, Словении, а также итальянского региона Фриули — Венеция-Джулия, где известна под названием «гибаницца». В Греции и Болгарии это блюдо чаще всего называют баница.
На основе оригинального рецепта возникло множество региональных вариантов. Например, в Словении, в области Прекмурье, готовится многослойная прекмурская гибаница.
В соседнем хорватском регионе Меджимурье готовится меджимурская гибаница, похожее на сербский вариант, но более простое и «неформальное» блюдо, имеющее четыре слоя начинки: сыр или творог, семечки мака, яблоки и грецкие орехи. Ещё один вариант гибаницы, прлекская гибаница, распространён в области Прлекия к западу от реки Мура.
Основная идея гибаницы, торт или пирог из многослойного теста с сырной начинкой, в сочетании с другими вариантами начинок часто встречается в кухнях Балкан, Анатолии и Восточного Средиземноморья.

## В культуре
"Если бы у меня были сыр и масло, моя мать знала бы, как приготовить гибаницу."
Гибаница является одним из наиболее популярных и узнаваемых балканских кондитерских изделий и подаётся как на праздниках, так и на лёгких семейных трапезах. В Сербии блюдо часто употребляется во время традиционных праздников, таких как Рождество, Пасха и Слава. По данным сербских СМИ, крупнейшая гибаница из когда-либо приготовленных была выпечена в городке Мионица в 2007 году; она весила более тонны и была занесена в Книгу рекордов Гиннесса. Для приготовления этой гибаницы было использовано 330 кг слоёного теста, 330 кг сыра, 30 л растительного масла, 110 л минеральной воды, 50 кг свиного сала и 500 пакетиков с разрыхлителем. В Сербии и соседних странах проводятся праздники, посвящённые этому пирогу. Одни из них, известный как фестиваль гибаницы или «дни баницы» начиная с 2005 года ежегодно проводится в городе Бела-Паланка.